# Франко Давін
Франко Давін (ісп. Franco Davín; нар. 11 січня 1970) — колишній аргентинський тенісист.
Найвищу одиночну позицію світового рейтингу — 30 місце досяг 8 жовтня 1990, парну — 255 місце — 9 вересня 1991 року.
Здобув 3 одиночні титули.
Найвищим досягненням на турнірах Великого шолома був чвертьфінал в одиночному розряді.
Завершив кар'єру 1997 року.

## Юніорські фінали турнірів Великого шолома

### Одиночний розряд: 1 (1 поразка)
| Результат | Рік  | Турнір                           | Покриття | Суперник      | Рахунок  |
| --------- | ---- | -------------------------------- | -------- | ------------- | -------- |
| Поразка   | 1986 | Відкритий чемпіонат США з тенісу | Тверде   | Хав'єр Санчес | 2–6, 2–6 |

### Парний розряд: 1 (1 поразка)
| Результат | Рік  | Турнір                               | Покриття | Партнер                | Суперники                            | Рахунок       |
| --------- | ---- | ------------------------------------ | -------- | ---------------------- | ------------------------------------ | ------------- |
| Поразка   | 1987 | Відкритий чемпіонат Франції з тенісу | Ґрунт    | Гільєрмо Перес-Рольдан | Джим Кур'є Джонатан Старк (тенісист) | 7–6, 4–6, 3–6 |

## Фінали турнірів ATP за кар'єру

### Одиночний розряд: 9 (3–6)
| Легенда                         |
| ------------------------------- |
| Турніри Великого шлема (0–0)    |
| Фінали Світового туру ATP (0–0) |
| Серія Мастерс ATP (0–0)         |
| Серія турнірів ATP (0–0)        |
| Світова серія ATP (3–6)         |

| Фінали за покриттям |
| ------------------- |
| Тверде (0–0)        |
| Ґрунт (3–6)         |
| Трава (0–0)         |
| Килим (0–0)         |

| Фінали за типом корту |
| --------------------- |
| Відкритий корт (3–6)  |
| Закритий корт (0–0)   |

| Результат | В-П | Дата     | Турнір                                          | Рівень        | Покриття | Суперник              | Рахунок       |
| --------- | --- | -------- | ----------------------------------------------- | ------------- | -------- | --------------------- | ------------- |
| Поразка   | 0–1 | Лис 1986 | Буенос-Айрес, Аргентина                         | Гран-прі      | Ґрунт    | Джей Бергер           | 3–6, 3–6      |
| Поразка   | 0–2 | Чер 1989 | Болонья, Італія                                 | Гран-прі      | Ґрунт    | Хав'єр Санчес         | 1–6, 0–6      |
| Перемога  | 1–2 | Сер 1989 | Сен-Венсан, Італія                              | Гран-прі      | Ґрунт    | Хуан Агілера          | 6–2, 6–2      |
| Поразка   | 1–3 | Кві 1990 | Estoril Open, Португалія                        | Світова серія | Ґрунт    | Еміліо Санчес Вікаріо | 3–6, 1–6      |
| Перемога  | 2–3 | Вер 1990 | Палермо, Італія                                 | Світова серія | Ґрунт    | Хуан Агілера          | 6–1, 6–1      |
| Поразка   | 2–4 | Жов 1990 | Афіни, Греція                                   | Світова серія | Ґрунт    | Марк Куверманс        | 7–5, 4–6, 1–6 |
| Поразка   | 2–5 | Сер 1992 | Прага, Чехія                                    | Світова серія | Ґрунт    | Карел Новачек         | 1–6, 1–6      |
| Поразка   | 2–6 | Сер 1992 | Відкритий чемпіонат Хорватії з тенісу, Хорватія | Світова серія | Ґрунт    | Томас Мустер          | 1–6, 6–4, 4–6 |
| Перемога  | 3–6 | Вер 1994 | Бухарест, Румунія                               | Світова серія | Ґрунт    | Горан Іванишевич      | 6–2, 6–4      |

## Фінали ATP Челленджер і ITF Ф'ючерс

### Одиночний розряд: 6 (4–2)
| Легенда              |
| -------------------- |
| ATP Челленджер (4–2) |
| ITF Ф'ючерс (0–0)    |

| Фінали за покриттям |
| ------------------- |
| Тверде (0–0)        |
| Ґрунт (4–2)         |
| Трава (0–0)         |
| Килим (0–0)         |

| Результат | В-П | Дата     | Турнір                   | Рівень     | Покриття | Суперник        | Рахунок       |
| --------- | --- | -------- | ------------------------ | ---------- | -------- | --------------- | ------------- |
| Поразка   | 0–1 | Кві 1990 | Порту, Португалія        | Челленджер | Ґрунт    | Марк Куверманс  | 3–6, 3–6      |
| Перемога  | 1–1 | Кві 1992 | Паріолі, Італія          | Челленджер | Ґрунт    | Франсіско Ройг  | 6–1, 6–4      |
| Перемога  | 2–1 | Чер 1992 | Турин, Італія            | Челленджер | Ґрунт    | Ренцо Фурлан    | 7–6, 3–6, 6–1 |
| Перемога  | 3–1 | Вер 1993 | Порту, Португалія        | Челленджер | Ґрунт    | Габріель Маркус | 6–4, 6–3      |
| Перемога  | 4–1 | Лют 1994 | Пунта-дель-Есте, Уругвай | Челленджер | Ґрунт    | Жерар Сольве    | 6–2, 4–6, 6–0 |
| Поразка   | 4–2 | Бер 1994 | Агадір, Марокко          | Челленджер | Ґрунт    | Юнес Ель-Айнауї | 3–6, 6–1, 3–6 |

### Парний розряд: 1 (0–1)
| Легенда              |
| -------------------- |
| ATP Челленджер (0–1) |
| ITF Ф'ючерс (0–0)    |

| Фінали за покриттям |
| ------------------- |
| Тверде (0–0)        |
| Ґрунт (0–1)         |
| Трава (0–0)         |
| Килим (0–0)         |

| Результат | В-П | Дата     | Турнір          | Рівень     | Покриття | Партнер           | Суперники                   | Рахунок  |
| --------- | --- | -------- | --------------- | ---------- | -------- | ----------------- | --------------------------- | -------- |
| Поразка   | 0–1 | Вер 1991 | Венеція, Італія | Челленджер | Ґрунт    | Марсело Філіппіні | Хорді Арресе Франсіско Ройг | 3–6, 2–6 |

## Часовий графік результатів
| W | Ф | ПФ | ЧФ | #Р | КТ | К# | DNQ | A | NH |

### Одиночний розряд
| Турніри Великого шлему                 |     |     |     |     |     |     |     |     |     |     |        |       |     |
| Відкритий чемпіонат Австралії з тенісу |     |     |     |     |     |     |     |     |     |     | 0 / 0  | 0–0   | –   |
| Відкритий чемпіонат Франції з тенісу   | 3р  | 1р  |     | 3р  | ЧФ  | 1р  | 1р  | 1р  |     | К3р | 0 / 7  | 8–7   | 53% |
| Вімблдонський турнір                   |     |     |     |     |     |     |     |     |     |     | 0 / 0  | 0–0   | –   |
| Відкритий чемпіонат США з тенісу       |     |     |     | 3р  |     | 1р  |     | 1р  |     |     | 0 / 3  | 2–3   | 40% |
| В-П                                    | 2–1 | 0–1 | 0–0 | 4–2 | 4–1 | 0–2 | 0–1 | 0–2 | 0–0 | 0–0 | 0 / 10 | 10–10 | 50% |
| Тур ATP Мастерс 1000                   |     |     |     |     |     |     |     |     |     |     |        |       |     |
| Відкритий чемпіонат Маямі з тенісу     |     |     | 1р  |     | 2р  |     |     |     |     |     | 0 / 2  | 0–2   | 0%  |
| Монте-Карло                            |     |     |     |     | 1р  |     | 1р  |     |     |     | 0 / 2  | 0–2   | 0%  |
| Рим                                    | 1р  | 1р  | 1р  | 1р  | 1р  |     | 1р  |     |     |     | 0 / 6  | 0–6   | 0%  |
| Гамбург                                | 1р  |     | 2р  | ЧФ  | 2р  |     | 1р  |     |     |     | 0 / 5  | 5–5   | 50% |
| В-П                                    | 0–2 | 0–1 | 1–3 | 3–2 | 1–4 | 0–0 | 0–3 | 0–0 | 0–0 | 0–0 | 0 / 15 | 5–15  | 25% |